# Francis Rapp
Pour les articles homonymes, voir Rapp.
Francis Rapp, né le 27 juin 1926 à Strasbourg et mort le 29 mars 2020 à Angers, est un universitaire et historien médiéviste français spécialiste de l’Alsace et de l’Allemagne médiévale.
Professeur d’histoire du Moyen Âge à l’université de Strasbourg jusqu’en 1991, il est membre de l'Académie des inscriptions et belles-lettres de 1993 à 2020.

## Biographie

### Jeunesse et famille
Fils de l’avocat Léon Rapp, Francis Rapp naît dans une famille catholique et patriote bien enracinée dans le vignoble de moyenne Alsace.
Il fait ses études à Strasbourg au collège Saint-Étienne, au gymnase Jean-Sturm puis au lycée Fustel-de-Coulanges, et pratique le scoutisme au sein des Scouts de France. Réfractaire à l’incorporation de force, il intègre un groupe de scoutisme clandestin qui réunit une vingtaine de jeunes au mont Sainte-Odile à partir de décembre 1942. À la fin des années 1960 il rejoint les Guides et Scouts d'Europe et sera commissaire de la Province Alsace jusqu’au milieu des années 1980. Marié à Marie-Rose Sutter (1936-2018), ils sont les parents de trois garçons.

### Carrière universitaire
Francis Rapp est reçu major à l’agrégation d'histoire en 1952. Professeur au lycée Fustel-de-Coulanges de Strasbourg entre 1952 et 1953 et pensionnaire de la Fondation Dosne-Thiers de 1956 à 1961, il est chargé de cours à la faculté des lettres de Nancy de 1961 à 1972 puis assistant d’histoire médiévale à l’université Marc-Bloch de Strasbourg. Docteur ès lettres en 1972, il est maître de conférences avant de devenir professeur à l’université de Strasbourg à partir de 1974.
Chargé de cours d’histoire du christianisme à la faculté de théologie protestante de Strasbourg entre 1972 et 1991, il est professeur associé à l'université de Neuchâtel et professeur invité dans plusieurs universités d'Amérique du Nord et d'Europe.
Membre du comité consultatif des universités, du Conseil national des universités, du comité national du Centre national de la recherche scientifique, du conseil scientifique et du conseil d’administration de l’École nationale des chartes et de l’École française de Rome, il est également membre de l'Académie des sciences, lettres et arts d'Alsace, de l’Académie des marches de l’Est et de l’Académie des sciences de Göttingen.
Membre du comité de rédaction de la revue Archiv für Reformationsgeschichte (de) et collaborateur à l’Encyclopédie de l’Alsace et au Nouveau Dictionnaire de biographie alsacienne, il est élu en 1993 comme membre de l'Académie des inscriptions et belles-lettres au fauteuil d'Emmanuel Laroche,,.
Francis Rapp meurt de la Covid-19 le 29 mars 2020 au Centre hospitalier universitaire d’Angers à l’âge de 93 ans,.

## Publications
(Liste non exhaustive)
- Inventaire des sources manuscrites de l’histoire d’Alsace conservées dans les bibliothèques publiques de France, Paris, Fédération des sociétés d’histoire et d’archéologie d'Alsace, 1956.
- Le Château-Fort dans la vie médiévale : Le Château-Fort et la Politique territoriale, Strasbourg, Centre d'Archéologie médiévale, 1968.
- L’Église et la Vie Religieuse en Occident à la fin du Moyen Âge, Paris, PUF, coll. « Nouvelle Clio », 1971[15].  (ISBN 978-2130505396)
- Réformes et Réformation à Strasbourg. Église et Société dans le diocèse de Strasbourg (1450-1525), Paris, Ophrys, 1974[16].
- Grandes Figures de l’humanisme alsacien. Courants, milieux, destins [sous la dir. de], Strasbourg, Istra, 1978.
- Histoire de Strasbourg des origines à nos jours [sous la dir. de], 9 vols, Strasbourg, Dernières nouvelles de Strasbourg, 1981.
- Les Origines médiévales de l’Allemagne moderne. De Charles IV à Charles Quint (1346-1519), Paris, Aubier, 1989[17]. (ISBN 978-2700722246)
- Histoire des diocèses de France : Le Diocèse de Strasbourg, Paris, Éditions Beauchesne, 1997.
- Koenigsbruck : l’histoire d’une abbaye cistercienne (avec Claude Muller), Strasbourg, Société d’histoire et d’archéologie du Ried Nord, 1998.
- Le Saint-Empire romain germanique, d’Otton le Grand à Charles Quint, Paris, Éditions du Seuil, 2003.  (ISBN 978-2020555272)
- (de) Christentum und Kirche im 4. und 5. Jahrhundert, Heidelberg, Universitätsverlag Winter,  2003,  (ISBN 978-3825315238)
- (de) Christentum IV : Zwischen Mittelalter und Neuzeit (1378-1552), Stuttgart, Kohlhammer, 2006,  (ISBN 9783170152786)
- Maximilien d'Autriche, Paris, Éditions Tallandier, 2007.  (ISBN 978-2-84734-053-2)
- Strasbourg [sous la dir. de], Paris, La Nuée Bleue, 2010.

## Distinctions

### Décorations
- Chevalier de la Légion d'honneur (2010[18])
- Commandeur de l'ordre national du Mérite (2016[19])
- Commandeur de l'ordre des Palmes académiques[10].

### Récompenses
- Prix Gobert 1976 de l’Académie des inscriptions et belles-lettres.
- Prix Eugène Piccard 1983 de l'Académie française[20].
- Prix Guizot 2001 de l'Académie française[20].

### Vidéogramme
- « Francis Rapp, vivre dans Strasbourg annexée », France 3, durée 6 min 20.